# 최선규
최선규(崔宣奎, 1959년 5월 25일 ~ )는 대한민국의 프리랜서 방송인이다.

## 주요 이력
- 서울특별시에서 태어났으며, 중앙대학교 산업경제학과[4]에서 학사 학위 취득하였다.
- 1984년 1월 최선규의 신문기자 데뷔 하였다.
- 1986년 1월 2년만에 KBS 아나운서 13기로 입사하였고, 6년만에 1991년 9월 SBS 창사 멤버로 아나운서 1기로 이직하였다.
- 그 이후 1993년 8월에 프리랜서를 선언하여 현재에 이르고 있다.

- 주요 진행 프로그램으로는 《전국노래자랑》, 《열전! 달리는 일요일》, 《생방송 행복찾기》 등이 있다.

## 출연작

### 방송
- 1987년 KBS 1TV 전국노래자랑
- 1988년 KBS 1TV 무엇이든 물어보세요
- 1990년 KBS 2TV 열전! 달리는 일요일
- 1991년 SBS 생방송 행복찾기
- 1992년 SBS 올해의 스타상
- 1993년 SBS 한국슈퍼모델선발대회
- 1993년 SBS 출발! 서울의 아침
- 1995년 SBS 《TV 전파왕국》 ... 1회 방송분 中 박진영 VS 서장훈 농구 대결 캐스터
- 1996년 SBS 방송대상
- 1996년 SBS 연기대상
- 1996년 SBS 한국슈퍼엘리트모델대회 수상자
- 1996년 SBS TV 퀴즈미팅
- 1997년 SBS 천만원게임
- 1997년 SBS 특명 아빠의 도전
- 1997년 SBS 세상체험 온몸을 던져라
- 2001년 SBS 도전 퀴즈 퀸
- SBS 빙글빙글퀴즈
- SBS 전국을달린다
- SBS 기아체험 24시
- SBS SBS FM 개국 축하쇼
- SBS 우리들 세상
- SBS 세계로 가는 퀴즈
- SBS 민영방송 개국 특집
- SBS SBS 건강체조 축제
- SBS 아름다운 그녀
- SBS 청백 스튜디오
- SBS 초마술의 세계, 미스터 마릭
- SBS 천만원 게임
- SBS 전국기행
- SBS 환상의 도미노특급
- TBS 재밌는 정보 신나는 TV
- 서울특별시, 안녕하세요 서울입니다
- EBS 퀴즈 천하통일
- EBS 책 읽는 라디오 낭독 시리즈
- CTS기독교TV 내가 매일 기쁘게[5]

### 영화
- 1998년 《엑스트라》 (특별출연)
- 2014년 《시선》 (우정출연)

### CF
- LG생활건강 테크
- 매일유업 맘마밀
- 레이디가구 레스토닉침대
- 삼진제약 게보린
- 농심켈로그 켈로그 콘푸레이크
- 롯데삼강 야채믹스100
- 통계청 인구주택총조사
- 대한민국 재향군인회 상조회
- 세이브더칠드런
- 금강제화상품권